# Епархия Руй-Барбозы
Епархия Руй-Барбозы (лат. Dioecesis Ruibarbosensis) — епархия Римско-Католической церкви с центром в городе Руй-Барбоза, Бразилия. Епархия Руй-Барбозы входит в митрополию Фейра-ди-Сантаны. Кафедральным собором епархии Руй-Барбозы является церковь святого Антония Падуанского.

## История
14 ноября 1959 года Римский папа Иоанн XXIII издал буллу «Mater Ecclesia», которой учредил епархию Руй-Барбозы, выделив её из епархии Бонфина.

## Ординарии епархии
- епископ Epaminondas José de Araújo (1959—1966)
- епископ José Adelino Dantas (1967—1975)
- епископ Mathias William Schmidt (1976—1992)
- епископ André de Witte (1994—2020)
- епископ Estevam dos Santos Silva Filho (2020 — наст. время)

## Источник
- Annuario Pontificio, Libreria Editrice Vaticana, Città del Vaticano, 2003, ISBN 88-209-7422-3
- Булла Mater Ecclesia, AAS 52 (1960), p. 743 (лат.)